# Verges (Spanyolország)
Verges település Spanyolországban, Girona tartományban. Verges Garrigoles, La Tallada d’Empordà, Serra de Daró, Ultramort, Foixà és Jafre községekkel határos. Lakosainak száma 1187 fő (2024).

## Népesség
A település népessége az elmúlt években az alábbi módon változott:
| Lakosok száma | 353  | 1164 | 1212 | 1103 | 1160 | 1155 | 1162 | 1195 | 1171 | 1187 |
|               | 1717 | 1887 | 1936 | 1960 | 1986 | 2004 | 2009 | 2014 | 2019 | 2024 |